# Kamienica Czarneckich w Radomiu
Kamienica Czarneckich w Radomiu – klasycystyczny budynek z początku XIX w. położony w Radomiu na rogu Rynku i ul. Rwańskiej.
Kamienica została wybudowana w latach 1808–1811 dla rodziny kupieckiej Czarneckich. Położona jest we wschodniej pierzei Rynku pod numerami Rynek 15 / ul. Rwańska 2. Obiekt połączony jest z sąsiednią Kamienicą Deskurów, z którą posiada wspólny dziedziniec. Budynek wpisany jest do rejestru zabytków Narodowego Instytutu Dziedzictwa pod numerami 762 z 5.05.1972 oraz 422/A/90z 14.02.1990 jako dom z oficyną. W materiałach budynek jest określany zarówno jako „dom”, jak i „kamienica”.
W 2017 rozpoczęła się przebudowa całego zespołu kamienic Deskurów i Czarneckich w kwartale ulic między Rynkiem, Rwańską, Grodzką i kościołem farnym. Po remoncie kamienice będą tworzyć spójny funkcjonalno-przestrzennie obiekt, pełniący funkcje muzealne, edukacyjne oraz usługowo-biurowe. W budynkach znajdzie siedzibę m.in. Instytut Miejski, którego zadaniem ma być organizacja wydarzeń kulturalnych i wystaw związanych z historią miasta.